# ヨウム
ヨウム（洋鵡、学名：Psittacus erithacus）はオウム目インコ科の鳥類で、アフリカ西海岸の森林地帯に分布する大型インコ。オウムにある冠羽は無い。

## 分布
アフリカ西海岸の森林地帯、ガーナからビクトリア湖周辺、アンゴラ共和国からコンゴ民主共和国（旧ザイール）など、低湿地の森林から高地の森林などに分布する。

## 形態
体長は約28-39cm、体重400-500g程度（生息地によって大きく異なり、「コンゴ民主共和国に生息する個体は大型の傾向にある」といわれる）。体の大半は淡灰色の縁取りのある灰色の羽毛に包まれている。風切り羽根は黒色。顔面部は羽毛がなく白い。嘴は黒、白-淡黄色の虹彩。赤い尾羽を持つ（亜種のコイネズミヨウムは嘴に褐色の部分があり、尾羽根が暗赤色である）。幼鳥は虹彩が黒く、舌の色が肌色である。

## 生態
おもに低地の森林やサバンナ、マングローブ林に生息する。ガボン東部に生息する個体は5000羽以上の群れが毎晩決まったねぐらに集まって眠り、それ以外の地域でも1本の木に100羽以上のヨウムを見ることが多い。
主食は種子や果実（アブラヤシの実など）。
平均寿命は50年前後とされているが、環境さえ整っていれば100年近く生きられると考えられている。
知能が非常に高く、人の言葉をよく覚える種として名高い。人間で例えると少なくとも5歳児の知能を持つとされている。また、飼い鳥としても人気である。人の言葉を真似るだけではなく「言葉の意味を理解して人間とコミュニケーションをとる能力がある」と言われている。声は似た体格の白色オウムに比べると雄叫びがなく静かであるが、声真似が得意な特性から電話やサイレンなどの電子音まで真似る場合もある。
反抗期になる事がある。時期はまちまちのようだが、2度の反抗期を経験する個体が多いようである。反抗期には自己主張が激しく攻撃的になる事も。第一反抗期は幼鳥換羽が済んだあとの1歳半-2歳あたりに迎えることが多い。
繁殖形態は卵生。コロニーをつくって繁殖し、一度に2-5個の卵を産む。抱卵は雌のみで行うが、雛の世話は雌雄両方が行う。

## 性別
幼鳥では特に外見からの判断が難しいが、概して次のように見分けられる。
メス
頭蓋骨やクチバシが小さく、頭が丸くて首が細い傾向にある。1歳半以降は、肛門に近い側の尾羽の先端に灰色の縁取りが見られることが多く、オスは縁取りが無く赤のみであるか、白いラインが入ることがある。
オス
目がメスより丸く、メスはアーモンド型という説もあるが、アーモンド型のオスも多いようである。

## 亜種・変異種

### 変色種
体が白色で尾羽が白い個体、体が灰色で尾羽が白い個体、背中が赤い個体（王が赤いマントを羽織っているように見えることからキングパロットという俗称がある）などがいる。
コンゴアフリカヨウム（英名：Congo African Grey Parrot）
日本ではあまり区別がされていないようであるが、亜種として分類され、通常のヨウムより大型であることが多いとされる。
コイネズミヨウム（英名：Timneh Grey Parrot）
一般的なヨウムよりも小型で、その名の通り濃い灰色で身をまとい、暗赤色の尾羽をもつ。上嘴に褐色の部分がある（体長30cm、体重320g）。野生下ではヨウムの生息地域よりも西に生息する。ヨウムよりも活動的で、人見知りもしにくい性格の個体が多いようである。

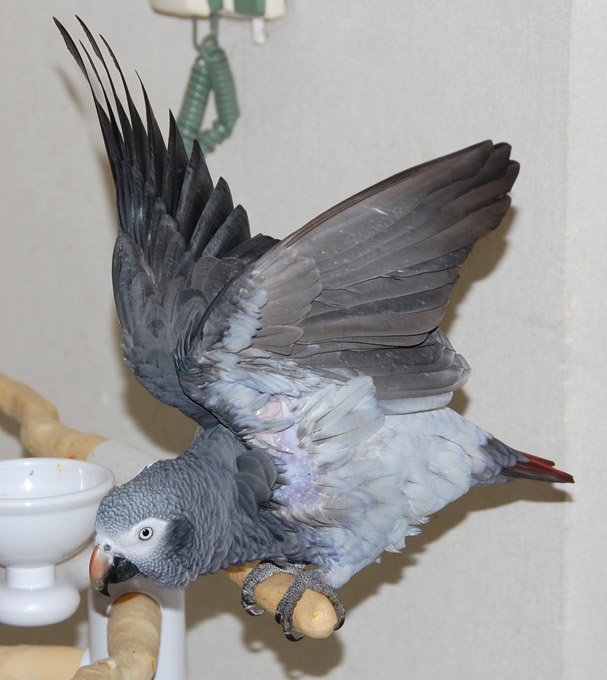
コイネズミヨウム（雌）
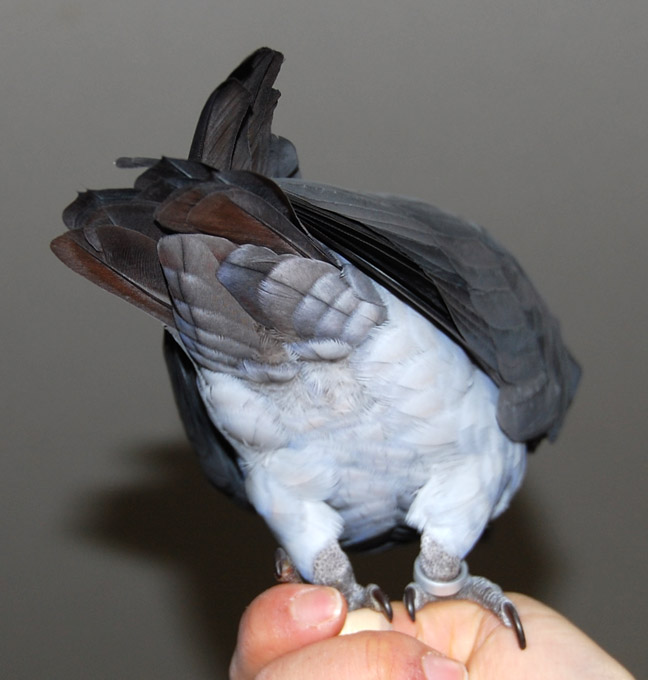
コイネズミヨウム（雌）尾羽
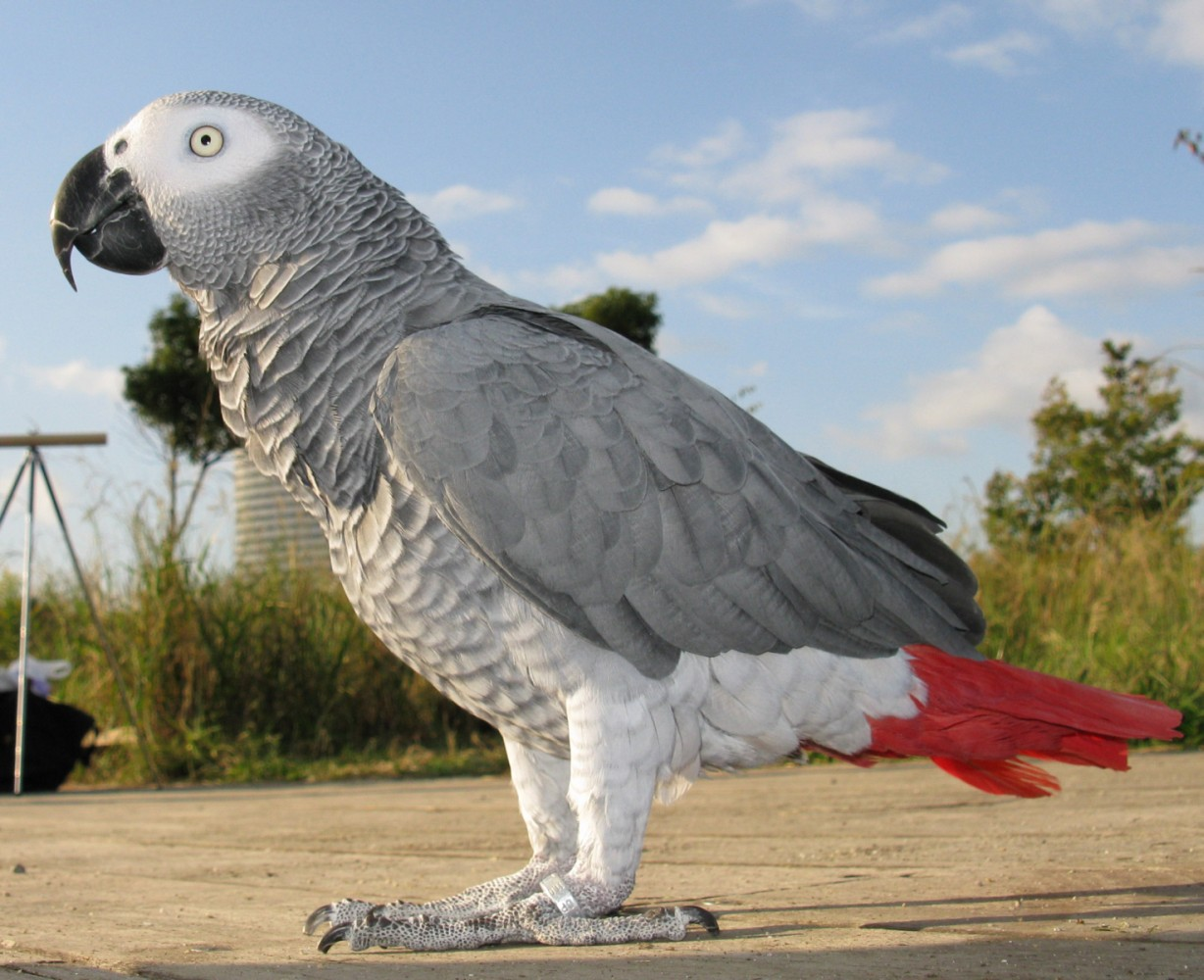
コンゴのヨウム（雄）
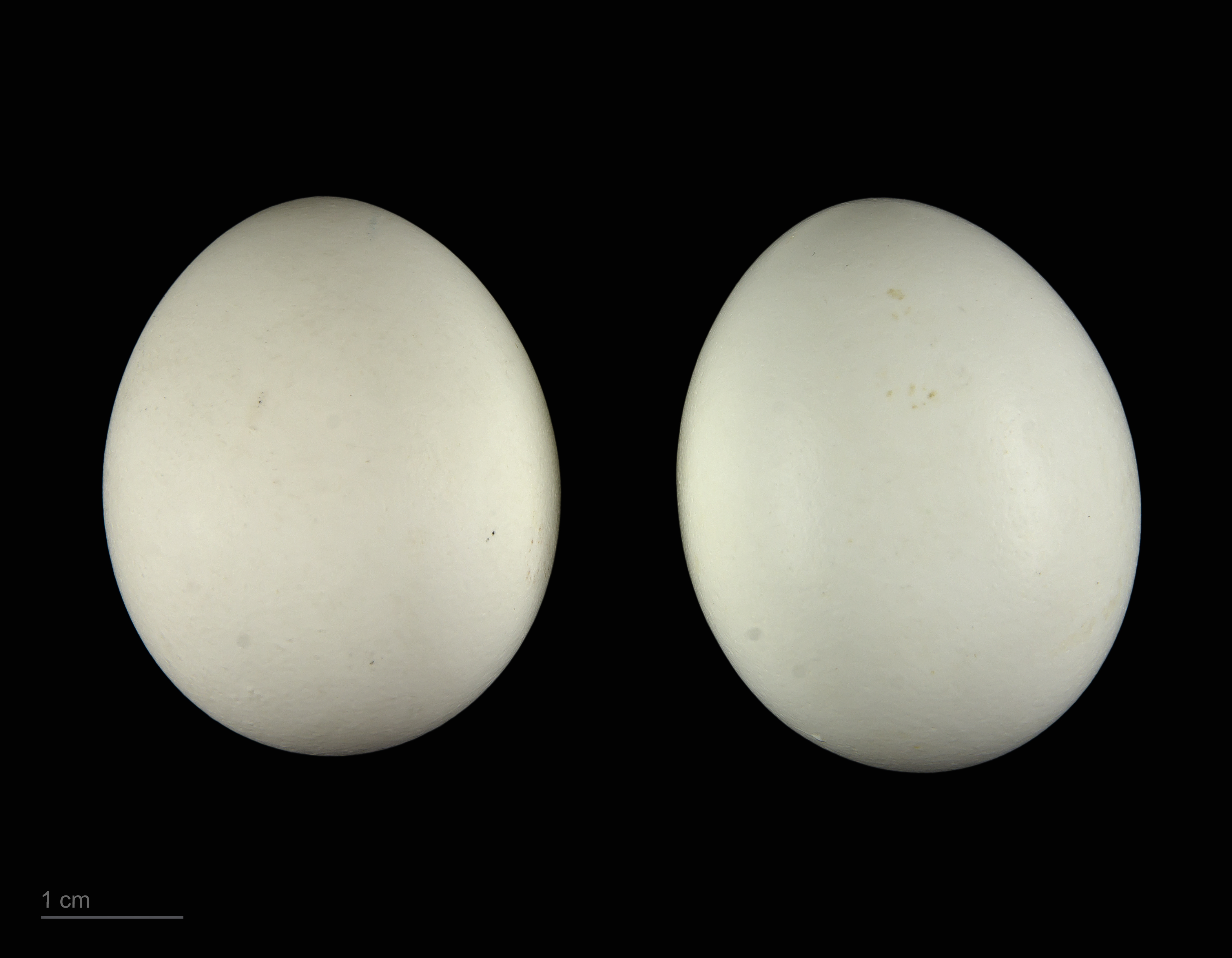
Museum specimen

## ペットとしてのヨウム
飼い鳥として大型インコの中では「最もポピュラーな種類」と言える。日本国内にはブリーダーも存在し、日本産も増加傾向にある。前述の通り平均寿命が50年前後と長寿な為飼主が先に寿命を迎えてしまい問題となる事もあるので、そのあたりも考慮した上で購入しなければならない。
3年ごとに開催されるワシントン条約の第17回締約国会議（Cop.17）が、2016年9月24日から10月4日までヨハネスブルグ（南アフリカ共和国）で開催され、ヨウムの附属書Ⅱから附属書Iへの移行が決定された。今後は野生個体（WB）は、学術研究目的（主として動物園や大学などでの展示研究など）以外は、商業取引が全面的に禁止になった。これにより、国際取引が大幅に制限され、基本的には学術や研究目的ではない商業取引の輸出入の全面禁止により、コンパニオンバードとしてのヨウムについては、
- 今までのように海外からペットとしての野生個体（WB）は輸入ができなくなった（動物園等の施設で学術研究の為としての輸入は可能）。

- ワシントン条約での決定から通常約90日で効力を発揮する（ヨウムの附属書Iは2017年1月2日に効力が生ずる）。

- 野生種ではなくブリード／繁殖（CB）された個体で、国に登録された登録証を持つ個体のみ取引が可能。

- 現在飼っている場合は、国への登録をしなくても継続して飼う事はできる。

日本の国内法「絶滅のおそれのある野生動植物の種の保存に関する法律」（種の保存法）により、Ⅰ類記載の動植物は国際的に保全協力が必要な種を守るため、国際希少野生動植物種として指定され（環境省国際希少野生動植物種一覧）、日本国内外での譲渡（販売も含む）に登録証が必要となる。すでにヨウムを飼育していて問題となるのは、環境省への国際希少種登録についてと、これから飼育を考えている場合にとっては、同条約による制限により輸入個体、国内個体とも登録証のあるブリード／繁殖（CB）のみとなり、非常に入手しにくくなり価格が高騰（2～3年で2～3倍以上）になることが予測される。一方で人気が高いため、現地での密猟も絶えない。
重ねて言うが、ヨウムを含む大型インコの寿命は「（大体）50年」と言われ、その長い期間を飼い主がいつまでも飼い続けられる保証はなく、海外赴任などの生活環境の変化や病気などによってやむを得ず自分でヨウムを飼えなくなることも考えられる。その際鳥の所有権を他に移すためには国際希少種登録が必要となるので、早い段階で準備をして登録しておくことが望ましい。具体的には、
- ペットショップでの購入時のレシートを取っておく。

- 同購入の際は繁殖証明書をとっておく。

登録証を取っておかなかった場合、動物園や環境大臣の許可を得た特殊な機関などにしか移動ができなくなり、一般家庭では飼えなくなる。この登録はそもそも譲渡するためにあるのではなく「国際希少種を飼育している」という届出で、本来国際希少種のすべての飼育者が等しくしなくてはならない届出である。登録証のない個体を販売した場合、種の保存法で店側も購入者も罰則の対象となる。
登録の問い合わせ先は、環境省が委管する登録専門機関「自然環境研究センター」。希少種以外は登録不可。

### 飼育時の注意点
野生下では湿度60-80%と高湿度の環境に生息するため適温は20-30度とされるが、特に1年目の真冬や真夏は注意が必要である。非常に多くの脂粉を出すため通気や換気も重要で、日光浴でビタミンDを生成するため日当たりの考慮や頻繁な日光浴も必要である。
前述の通り反抗期に自己主張が激しく攻撃的になる事もあるためこれも注意。
また、言葉遣いに留意する必要もある。イングランド東部のリンカンシャー野生動物公園では、2020年に5羽のヨウム(アフリカン・グレー・パロット)が来場者や職員に悪態をついたことにより一般公開が中止される事案があった。5羽は別々の飼い主から寄贈されたが、お互いに罵り始めFワードをはじめとして「考えられる全ての言葉」を口にしていた。来場者達は面白がりヨウムとの悪態合戦を楽しんでいたものの、公園側は「子供達への影響が少し心配になった」として5羽をそれぞれ隔離した。

## 食餌
主食には栄養面でバランスのとれるペレットが優秀とされ、欧米ではそれが主流となっているが、賛否両論のために飼主の理解が重要である。
ビタミンD3（コレカルシフェロール）を食事ではなく日光浴から摂取する説があり、特にヨウムは「ビタミンD3欠乏になりやすい」とも言われる。ビタミンAやカルシウムなども「不足しやすい」といわれ、ビタミンAが不足すると赤い尾羽が色あせる個体もいる。
野生下では脂肪酸を多く摂取しているが、運動不足になりがちな環境で過剰に与えると「生活習慣病に罹患する可能性が上がる」といわれる。
健康に害のあるものとして次の食材（一部）が知られている。
- チョコレート
- アボカド
- カフェイン
- アルコール
- リンゴの種
- 一部のキノコ
- タマネギ

## 世界的に有名なヨウム
アレックス (Alex)
1976年-2007年9月6日、31歳で死去。2007年10月4日に死因は動脈硬化に関連することと発表された。
飼主であった比較心理学者アイリーン・ペッパーバーグ (Irene Pepperberg)博士によると「アレックスは50の物体、7つの色、5つの形を認識し、数を6つまで数えることが可能で、2歳児の感情と5歳児の知性を持っていた」という。アレックスの公式サイトには以下のような追悼文が寄せられている。
「彼は『オウムは人の言葉を無意識にまねるだけ』という固定観念をくつがえしてくれた。彼は大いなる遺産を残した。鳥の心に対する一般概念を変えただけでなく、バカを表す『bird brain（鳥の脳みそ）』という言葉への認識も変えたのだ」
特別に選ばれた鳥ではなく、町のペットショップから買われてきた。
訓練に際してはアレックスと訓練者の他に、お手本と同時にライバルになる人が参加し、アレックスは次第にこの人間二人の会話に参入することが増えて行った。
最後の言葉は、死の前夜に部屋から去ろうとする博士への「じゃあね、また明日。君を愛してるよ」（原文では"You be good, see you tomorrow. I love you."）。
ないブロックの数を尋ねると「None」と答えたことから、0の概念を理解していたとも言われる。
ジャッドの図形を見せると、ミューラー・リヤー錯視を報告した。
訓練と関係なく、訓練者が持っている欲しい物の名称を発声して要求し、異なるものを渡すと拒否した。
ニキシ (N'kisi, ヌキスィ、インキーシーとも)
2004年1月の時点で約950の語彙を持ち、動詞の時制を正しく使うと発表されている。写真を見せると、そこに写っているものを答えることができる。